# The Monroe Doctrine
The Monroe Doctrine è un cortometraggio del 1939 diretto da Crane Wilbur.

## Trama
Il presidente Monroe racconta la storia sulla politica degli Stati Uniti che si opponeva al colonialismo europeo nelle Americhe.